# Euchone analis
Euchone analis är en ringmaskart som först beskrevs av Kröyer 1865. Enligt Catalogue of Life ingår Euchone analis i släktet Euchone och familjen Sabellidae, men enligt Dyntaxa är tillhörigheten istället släktet Euchone och familjen Sabellariidae. Arten är reproducerande i Sverige. Inga underarter finns listade i Catalogue of Life.